# Guf
Der Guf (auch Guph oder Gup), hebräisch גּוּף gūp̄ „Körper“, gelegentlich auch metaphorisch als Otzar (hebräisch אוֹצָר ʾōṣār „Schatzhaus“) bezeichnet, ist im rabbinischen Schrifttum die Halle der Seelen, gelegen im siebten Himmel, in welcher sich die Seelen der Menschen befinden, die noch geboren werden. Dem liegt die Vorstellung zugrunde, dass Gott alle Menschenseelen auf einmal erschaffen hat. Die Seelen werden im Guf aufbewahrt und vereinigen sich nach und nach mit den Körpern. Wenn alle Seelen „aufgebraucht“ sind, kommt der Sohn Davids (der Messias). Im Talmud wird das Gebot der Fortpflanzung auch hiermit begründet.
Die mystische Bedeutung des Guf ist, dass jeder Mensch wichtig ist und bereits durch seine Geburt zur Wiederkehr des Messias beiträgt.
Es heißt, dass Spatzen die aus dem Guf herabfahrenden Seelen sehen können.

## Sonstiges
- Im Film Das siebte Zeichen von 1988, mit Demi Moore, Michael Biehn und Jürgen Prochnow in den Hauptrollen, ist der sich leerende Guf im Zusammenhang mit einer Geburt das siebte Zeichen der Apokalypse.
- Im Anime Neon Genesis Evangelion von der Animationsstudios Gainax beziehungsweise Khara spielt Guf eine zentrale Rolle. Das Öffnen der Tore zu Guf ist die Einleitung des Endes beziehungsweise Anfangs der Welt, in dem die Seelen aller Menschen wieder zum sogenannten "Schwarzen Mond" zurückgerufen werden und dort im Zuge des "Projekt zur Vollendung der Menschheit" zu einer Singularität verschmelzen.